# Dina Garipova
Dina Fagimovna Garipova (in russo Дина Фагимовна Гарипова?; in tartaro cirillico: Динә Фәһим кызы Гарипова; Zelenodol'sk, 25 marzo 1991) è una cantante russa di origini tartaro-turche.

## Biografia
Nata nel 1991 da una famiglia di medici, nel 2012 la Garipova ha vinto la versione russa di The Voice, Golos. Dall'età di sei anni, Dina studiò presso la "Zolotoj mikrofon" ("Microfono d'Oro"), con Elena Antonova come suo vocal coach. La cantante aveva studiato giornalismo (dipartimento corrispondenza) al Kazan (regione del Volga) dell'Università Federale. Quando la Garipova si laureò, fece un tour con il cantante tartaro Gabdelfat Safin.
La Garipova è stata selezionata dall'emittente russa Pervyj kanal per rappresentare la Russia all'Eurovision Song Contest 2013 a Malmö, in Svezia, con la canzone What if. Alla competizione, si è qualificata nella prima semifinale, e si è piazzata al quinto posto nella finale, totalizzando 174 punti.

## Discografia

### Album in studio
- 2014 – Dva šara do ljubvi

### Singoli
- 2013 – What If
- 2013 – Na vozdušnom šare (con Gleb Matvejčuk)
- 2014 – Du vent, des mots (con Garou)
- 2016 – Ty dlja menja
- 2016 – Kunel
- 2017 – Pjatyj ėlement
- 2020 – Aj, bylbylym
- 2020 – Udivitel'nyj
- 2020 – V duše mododoj (con Lev Leščenko)
- 2021 – Napokaz